# Phú Lương (huyện)
Phú Lương là một huyện nằm ở phía bắc tỉnh Thái Nguyên, Việt Nam.

## Địa lý
Huyện Phú Lương nằm ở phía bắc của tỉnh Thái Nguyên, có vị trí địa lý:
- Phía đông giáp huyện Đồng Hỷ
- Phía tây giáp huyện Đại Từ và huyện Định Hóa
- Phía nam giáp thành phố Thái Nguyên
- Phía bắc giáp huyện Chợ Mới, tỉnh Bắc Kạn.

Huyện Phú Lương có diện tích 350,72 km², dân số năm 2017 là 94.203 người, mật độ dân số đạt 269 người/km².

## Hành chính
Huyện Phú Lương có 14 đơn vị hành chính cấp xã trực thuộc, bao gồm 2 thị trấn: Đu (huyện lỵ), Giang Tiên và 12 xã: Cổ Lũng, Động Đạt, Hợp Thành, Ôn Lương, Phú Đô, Phủ Lý, Tức Tranh, Vô Tranh, Yên Đổ, Yên Lạc, Yên Ninh, Yên Trạch.

## Dân cư
Dân số huyện Phú Lương tính đến năm 2017 là 94.415 người. Xếp thứ 6 trong toàn tỉnh, chỉ đông hơn huyện Đồng Hỷ, Định Hoá và huyện Võ Nhai.
Năm 2017, do điều chỉnh địa giới hành chính, 1 đơn vị hành chính: xã Sơn Cẩm bị chuyển về thành phố Thái Nguyên quản lí nên dân số bị giảm đáng kể.
Đặc điểm dân cư huyện Phú Lương đa dạng là do sự di cư đến đây sinh sống lao động và làm việc. Về thành phần tôn giáo, bao gồm Phật giáo,  Tin Lành,...

## Lịch sử
Địa danh Phú Lương có từ thời Lý. Khi ấy, Phú Lương là một phủ rộng lớn, bao gồm toàn bộ phần đất của các tỉnh Thái Nguyên, Bắc Kạn và Cao Bằng ngày nay.
Thời thuộc Minh (từ năm 1407 đến năm 1427), lập huyện Phú Lương thuộc phủ Thái Nguyên.
Từ thời Lê đến đầu nhà Nguyễn (Gia Long), huyện Phú Lương thuộc phủ Phú Bình.
Năm Minh Mạng thứ 16 (1836), triều Nguyễn điều chỉnh địa giới 2 phủ Phú Bình và Thông Hóa, để thành lập phủ Tòng Hóa trực thuộc tỉnh Thái Nguyên, huyện Phú Lương thuộc phủ Tòng Hóa, huyện lị đặt tại xã Quán Triều. Theo "Đồng Khánh địa chí", huyện hạt Phú Lương cách phủ lỵ 78 dặm về phía tây nam. Phía đông giáp các xã Quang Vinh, Văn Lăng (huyện Đồng Hỷ), phía tây giáp xã An Trạch (Định Châu) và hai xã Thượng Lương, Hạ Lương (huyện Văn Lãng), phía nam giáp hai xã Huy Ngạc, Yên Thái (huyện Đại Từ), phía bắc giáp trang Yên Đĩnh (châu Bạch Thông). Đông - tây cách nhau 63 dặm, nam - bắc cách nhau 135 dặm; gồm 6 tổng với 28 xã, trang, phường:
- Tổng Tức Tranh gồm 4 xã: Tức Tranh, Quảng Cố, Đan Khê, Thanh Trà và 1 trang (An Lạc)
- Tổng Động Đạt gồm 4 xã: Động Đạt, Phủ Lý, Phấn Sức, Phấn Mễ.
- Tổng Cù Vân gồm 3 xã: Cù Vân, Phục Linh, Thọ Linh.
- Tổng Cổ Lũng gồm 4 xã: Cổ Lũng, Bá Sơn, Khúc Lộng, Dựng Tú.
- Tổng Sơn Cẩm gồm 6 xã: Sơn Cẩm, Cao Ngạn, Quán Triều, Hộ Hiểu, Vô Tranh, Phú Đô và 1 phường (Thủy Cơ).
- Tổng Ỷ Na gồm 5 xã: Ỷ Na, Phú Xuân, Bá Vân, Phi Đơn, Cải Đan.

Dưới thời Pháp thuộc, từ tháng 10 năm 1890 đến tháng 9 năm 1892, huyện Phú Lương thuộc Tiểu Quân khu Thái Nguyên (một trong 3 Tiểu Quân khu thuộc Đạo quan binh I Phả Lại).
Từ tháng 10 năm 1892, huyện Phú Lương thuộc phủ Tòng Hóa (tỉnh Thái Nguyên) như dưới thời nhà Nguyễn. Ngày 11 tháng 4 năm 1900, thực dân Pháp tách phủ Thông Hóa khỏi tỉnh Thái Nguyên để thành lập tỉnh Bắc Kạn. Ngày 25 tháng 6 năm 1901, thực dân Pháp tách tổng Yên Đĩnh khỏi huyện Phú Lương, sáp nhập vào châu Bạch Thông, tỉnh Bắc Kạn. Huyện Phú Lương lúc đó có 7 tổng: Quán Triều, Cổ Lũng, Tức Tranh, Động Đạt, Phủ Lý, Yên Đổ, Yên Trạch với 21 làng, bản.
Trước Cách mạng tháng Tám, Phú Lương có 7 tổng, 23 xã: tổng Yên Thịnh có 3 xã, tổng Ninh Tường có 7 xã; tổng Yên Đổ có 3 xã; tổng Động Đạt có 3 xã; tổng Tức Tranh có 3 xã; tổng Cổ Lũng có 3 xã và tổng Sơn Cẩm có 3 xã.
Sau Cách mạng tháng Tám 1945, huyện Phú Lương được tổ chức lại thành 12 xã: Yên Trạch, Yên Ninh, Tam Hợp, Yên Đổ, Yên Lạc, Động Đạt, Phấn Mễ, Phú Đô, Tức Tranh, Vô Tranh, Cổ Lũng và Sơn Cẩm.
Sau năm 1954, xã Tam Hợp tách thành 3 xã: Hợp Thành, Tân Thành và Phủ Lý. Huyện Phú Lương có 14 xã trực thuộc.
Từ ngày 1 tháng 7 năm 1965, huyện Phú Lương là một trong số 14 đơn vị hành chính cấp huyện thuộc tỉnh Bắc Thái.
Ngày 25 tháng 3 năm 1967, Bộ Nội vụ ra Quyết định số 111-NV chuyển 9 xã: Nông Thịnh, Thanh Bình, Yên Đĩnh, Quảng Chu, Như Cố, Bình Văn, Yên Hân, Yên Cư, Nông Hạ và thị trấn Chợ Mới của huyện Bạch Thông về huyện Phú Lương.
Ngày 7 tháng 4 năm 1974, Bộ Nội vụ ban hành Quyết định số 136-NV đổi tên xã Tân Thành thành xã Ôn Lương.
Ngày 23 tháng 2 năm 1977, Bộ trưởng Phủ thủ tướng ra Quyết định số 616-VP18 thành lập thị trấn Giang Tiên trên cơ sở tách một phần diện tích và dân số của xã Cổ Lũng.
Ngày 3 tháng 6 năm 1993, Chính phủ ra Nghị định số 36-CP thành lập thị trấn Đu (thị trấn huyện lỵ huyện Phú Lương) trên cơ sở một phần diện tích và dân số của xã Động Đạt.
Cuối năm 1996, huyện Phú Lương bao gồm 3 thị trấn: Đu, Chợ Mới, Giang Tiên và 23 xã: Bình Văn, Cổ Lũng, Động Đạt, Hợp Thành, Như Cố, Nông Hạ, Nông Thịnh, Ôn Lương, Phấn Mễ, Phú Đô, Phủ Lý, Quảng Chu, Sơn Cẩm, Thanh Đình, Tức Tranh, Vô Tranh, Yên Cư, Yên Đĩnh, Yên Đổ, Yên Hân, Yên Lạc, Yên Ninh, Yên Trạch.
Ngày 1 tháng 1 năm 1997, tỉnh Thái Nguyên được tái lập từ tỉnh Bắc Thái, huyện Phú Lương thuộc tỉnh Thái Nguyên. Đồng thời, chuyển 9 xã: Nông Thịnh, Thanh Bình, Yên Đĩnh, Quảng Chu, Như Cố, Bình Văn, Yên Hân, Yên Cư, Nông Hạ và thị trấn Chợ Mới về huyện Bạch Thông của tỉnh Bắc Kạn (nay các xã, thị trấn này thuộc huyện Chợ Mới).
Huyện Phú Lương còn lại 2 thị trấn: Đu, Giang Tiên và 14 xã: Cổ Lũng, Động Đạt, Hợp Thành, Ôn Lương, Phấn Mễ, Phú Đô, Phủ Lý, Sơn Cẩm, Tức Tranh, Vô Tranh, Yên Đổ, Yên Lạc, Yên Ninh, Yên Trạch.
Ngày 13 tháng 12 năm 2013, mở rộng thị trấn Đu trên cơ sở điều chỉnh 339,77 ha diện tích tự nhiên và 2.333 người của xã Động Đạt; 388,08 ha diện tích tự nhiên và 1.744 người của xã Phấn Mễ.
Ngày 18 tháng 8 năm 2017, chuyển xã Sơn Cẩm về thành phố Thái Nguyên quản lý.
Huyện Phú Lương còn lại 350,72 km² diện tích tự nhiên và 94.203 người, có 2 thị trấn và 13 xã.
Ngày 1 tháng 12 năm 2024, giải thể xã Phấn Mễ, địa bàn sáp nhập vào các thị trấn Đu và Giang Tiên.
Huyện Phú Lương có 2 thị trấn và 12 xã như hiện nay.

## Du lịch
- Đền Đuổm gắn liền với chiến công của phò mã Dương Tự Minh

## Giao thông
Có quốc lộ 3 và đường cao tốc Hà Nội – Thái Nguyên – Bắc Kạn – Cao Bằng đi qua.